# UEFA 유로 2024 예선 플레이오프
이 문서는 UEFA 유로 2024 예선 플레이오프에 대해서 다룬다. 예선 플레이오프는 단판 승부 형식을 띤 준결승전, 결승전으로 구성되어 있으며 플레이오프에서 승리한 3개 팀은 UEFA 유로 2024 본선에 진출한다.
예선 플레이오프 준결승전은 2024년 3월 21일에, 예선 플레이오프 결승전은 2024년 3월 24일에 각각 열리게 되었다.

## 진행 방식
UEFA 유로 2024 예선 조별 리그에서 탈락한 팀들 가운데 2022-23년 UEFA 네이션스리그에 속해 있던 12개 팀은 예선 플레이오프에 진출한다.

### 플레이오프 진출 팀 결정
플레이오프는 3개의 루트(루트 A, 루트 B, 루트 C)로 구성되어 있는데 하나의 루트마다 4개 팀이 참가하고 각 루트마다 1개 팀이 본선에 진출한다. 각 리그마다 최소 4개 팀이 참가하는 경우에는 독자적인 플레이오프를 치르게 된다. 네이션스리그의 리그에서 각 조 1위를 차지한 팀은 최소한 UEFA 유로 2020 예선 플레이오프에 진출할 자격을 획득하게 된다. 단 각 조 1위 팀 중에서 UEFA 유로 2020 본선에 직행한 팀이 나온 경우에는 같은 리그에 속해 있던 차순위 팀이 승계받게 된다.
플레이오프에 참가하는 같은 리그 출신 팀이 4개 미만인 경우에는 하위 리그에서 UEFA 유로 2024 본선 직행이 확정된 팀, 플레이오프 진출이 확정된 팀을 제외한 나머지 팀들 중에서 가장 높은 순위를 기록했던 팀이 승계받게 되지만 같은 리그에 속해 있던 각 조 1위 팀은 상위 리그에 속해 있던 팀들과 만날 수 없다. 또한 리그 내에 각 조 1위 팀이 없는 경우에는 종합 순위에서 가장 높은 순위를 기록한 팀이 승계받게 된다.

### 플레이오프 참가 루트 결정
같은 리그에서 플레이오프 진출 자격을 획득한 팀이 4개 이상인 경우에는 대진 추첨을 통해 플레이오프 참가 루트를 결정한다. 같은 리그에 속한 팀들은 추첨 과정에서 상위 리그 팀들과 함께 플레이오프 참가 루트를 결정하게 된다. 이 과정에 따라 각 조 1위 팀은 상위 리그 팀들과 맞붙지 않게 된다. 그 외에 리그에서 각 조 1위를 차지하지 못한 팀들을 위한 별도의 추첨이 진행된다.

### 규칙
예선 플레이오프는 단판 승부 형식을 띤 준결승전 2경기(1위 팀 대 4위 팀, 2위 팀 대 3위 팀), 결승전 1경기를 통해 UEFA 유로 2020 본선 진출 팀을 결정한다. 준결승전 경기는 순위가 높은 팀의 홈 구장에서 열린다. 결승전 경기는 준결승전 1번 경기 승자의 홈 구장과 2번 경기 승자의 홈 구장 가운데 한 곳에서 열리게 되는데 개최 장소는 추첨을 통해 결정된다.
양 팀이 정규 시간 90분(전반 45분, 후반 45분)이 끝난 상황에서 동점으로 끝난 경우에는 연장전(전반 15분, 후반 15분)을 실시한다. 연장전에서도 양 팀이 동점으로 끝난 경우에는 승부차기를 통해 승리 팀을 결정한다.

## 플레이오프 진출 대상 팀
플레이오프에 진출하는 팀들은 네이션스리그 순위에 따른 기준에 따라 결정된다. 굵은 글씨로 표기된 팀은 플레이오프에 진출한 팀을 의미한다.
| Rank | 팀         | 팀 |
| ---- | ---------- | -- |
| 1 GW | 스페인     |    |
| 2 GW | 크로아티아 |    |
| 3 GW | 이탈리아   |    |
| 4 GW | 네덜란드   |    |
| 5    | 덴마크     |    |
| 6    | 포르투갈   |    |
| 7    | 벨기에     |    |
| 8    | 헝가리     |    |
| 9    | 스위스     |    |
| 10   | 독일       |    |
| 11   | 폴란드     |    |
| 12   | 프랑스     |    |
| 13   | 오스트리아 |    |
| 14   | 체코       |    |
| 15   | 잉글랜드   |    |
| 16   | 웨일스     |    |

| Rank  | 팀                    | 팀 |
| ----- | --------------------- | -- |
| 17 GW | 이스라엘              |    |
| 18 GW | 보스니아 헤르체고비나 |    |
| 19 GW | 세르비아              |    |
| 20 GW | 스코틀랜드            |    |
| 21    | 핀란드                |    |
| 22    | 우크라이나            |    |
| 23    | 아이슬란드            |    |
| 24    | 노르웨이              |    |
| 25    | 슬로베니아            |    |
| 26    | 아일랜드              |    |
| 27    | 알바니아              |    |
| 28    | 몬테네그로            |    |
| 29    | 루마니아              |    |
| 30    | 스웨덴                |    |
| 31    | 아르메니아            |    |
| 32    | 러시아                |    |

| Rank  | 팀           | 팀 |
| ----- | ------------ | -- |
| 33 GW | 조지아       |    |
| 34 GW | 그리스       |    |
| 35 GW | 튀르키예     |    |
| 36 GW | 카자흐스탄   |    |
| 37    | 룩셈부르크   |    |
| 38    | 아제르바이잔 |    |
| 39    | 코소보       |    |
| 40    | 불가리아     |    |
| 41    | 페로 제도    |    |
| 42    | 북마케도니아 |    |
| 43    | 슬로바키아   |    |
| 44    | 북아일랜드   |    |
| 45    | 키프로스     |    |
| 46    | 벨라루스     |    |
| 47    | 리투아니아   |    |
| 48    | 지브롤터     |    |

| Rank  | 팀           | 팀 |
| ----- | ------------ | -- |
| 49 BD | 에스토니아   |    |
| 50    | 라트비아     |    |
| 51    | 몰도바       |    |
| 52    | 몰타         |    |
| 53    | 안도라       |    |
| 54    | 산마리노     |    |
| 55    | 리히텐슈타인 |    |

Key
- GW 네이션스리그 A, B, C 각조 1위팀
- BD 네이션스리그 D 최고순위 1위팀
- 굵은 글씨 팀으로 플레이오프 진출
- 유로 본선 직행 진출팀
- UEFA 유로 2024 개최국 자격으로 자동 본선 진출.
- 대회 참가 금지

## 대진 추첨
예선 플레이오프 추첨은 2023년 11월 23일 오후 12시(중부 유럽 표준시) 스위스 니옹에 있는 UEFA 본부에서 개최될 것이다. 필요한 경우 추첨은 경로 형성 규칙에 따라 비그룹 승자가 참가할 경로를 결정한니다. 각 경로의 플레이오프 결승전 개최지를 결정하는 세 번의 별도 추첨도 준결승전의 승자 간에 진행될 것이다(1 대 4의 경우 준결승 1, 2 대 3의 경우 준결승 2로 식별됨).
리그 B에서 4개 이상의 팀이 플레이오프에 진출하는 경우 추첨을 통해 그룹이 아닌 승자가 경로 B에 참가하고 나머지 팀은 경로 A에 배치될 것이다. 정치적인 이유로 UEFA가 금지한 충돌은 발생하지 않으므로 추첨에는 아무런 제한이 적용되지 않을 것이다.
플레이오프 패스 추첨 순서는 패스 C부터 시작해서 패스 A에서 끝난다. 플레이오프 패스는 다음과 같이 구성되어 있다.
- 리그 C에 소속되어 있던 4개 팀은 모두 각 조에서 1위를 차지한 팀이다. 따라서 이들 4개 팀은 패스 C를 형성한다.
- 리그 B에 소속되어 있던 5개 팀 가운데 2개 팀은 각 조에서 1위를 차지한 팀이고 나머지 3개 팀은 각 조에서 1위를 차지하지 못한 팀이다. 이에 따라 리그 B에서 1위를 차지하지 못한 나머지 3개 팀 가운데 2개 팀은 추첨을 통해 패스 B를 형성한다.
- 리그 A에 소속되어 있던 2개 팀은 각 조에서 1위를 차지하지 못한 팀이기 때문에 리그 D에 소속되어 있던 팀들 가운데 순위가 가장 높은 1개 팀과 함께 패스 A에 참가한다. 이에 따라 리그 C에서 1위를 차지하지 못한 나머지 5개 팀 가운데 1개 팀은 추첨을 통해 패스 A를 형성한다.

리그 B에서 각 조 1위를 차지하지 못한 다음과 같은 3개 팀은 네이션스리그 순위에 따른 플레이오프 대진을 결정하기 위한 추첨에 참여한다. 2개 팀은 패스 B에 배정되어 B3, B4 자리를 각각 차지하고 나머지 1개 팀은 패스 A에 배정되어 네이션스리그 순위에 따라 A3 자리를 차지하게 된다.
- 핀란드
- 우크라이나
- 아이슬란드

### 추첨 결과
플레이오프 대진 추첨 결과는 다음과 같이 결정되었다.
| 순위 | 팀         |
| ---- | ---------- |
| 1    | 폴란드     |
| 2    | 웨일스     |
| 3    | 핀란드     |
| 4    | 에스토니아 |

| 순위 | 팀                    |
| ---- | --------------------- |
| 1    | 이스라엘              |
| 2    | 보스니아 헤르체고비나 |
| 3    | 우크라이나            |
| 4    | 아이슬란드            |

| 순위 | 팀         |
| ---- | ---------- |
| 1    | 조지아     |
| 2    | 그리스     |
| 3    | 카자흐스탄 |
| 4    | 룩셈부르크 |

플레이오프 대진 추첨 결과에 따라 플레이오프 패스별 결승전 개최 장소가 다음과 같이 결정되었다.
- 플레이오프 패스 A 결승전: 준결승전 2번 경기 (웨일스 대 핀란드) 승자의 홈 구장
- 플레이오프 패스 B 결승전: 준결승전 2번 경기 (보스니아 헤르체고비나 대 우크라이나) 승자의 홈 구장
- 플레이오프 패스 C 결승전: 준결승전 1번 경기 (조지아 대 룩셈부르크) 승자의 홈 구장

## 경기 결과

### 패스 A
플레이오프 패스 A의 승자는 본선에서 D조에 편성되었다.
|  | 준결승전                   | 준결승전   |                          |       | 결승전 | 결승전 |
|  |                            |            |                          |       |        |        |
|  | 2024년 3월 21일 - 카디프   |            |                          |       |        |        |
|  |                            |            |                          |       |        |        |
|  | 웨일스                     | 4          |                          |       |        |        |
|  | 웨일스                     | 4          | 2024년 3월 26일 - 카디프 |       |        |        |
|  | 핀란드                     | 1          |                          |       |        |        |
|  | 핀란드                     | 1          | 웨일스                   | 0 (4) |        |        |
|  | 2024년 3월 21일 - 바르샤바 |            | 웨일스                   | 0 (4) |        |        |
|  |                            | 폴란드(승) | 0 (5)                    |       |        |        |
|  | 폴란드                     | 폴란드(승) | 0 (5)                    | 5     |        |        |
|  | 폴란드                     |            |                          | 5     |        |        |
|  | 에스토니아                 | 1          |                          |       |        |        |
|  | 에스토니아                 | 1          |                          |       |        |        |

| 팀 1     | 결과                       | 팀 2       |
| -------- | -------------------------- | ---------- |
| 준결승전 |                            |            |
| 폴란드   | 5 - 1                      | 에스토니아 |
| 웨일스   | 4 - 1                      | 핀란드     |
| 결승전   |                            |            |
| 웨일스   | 0 - 0 (연장전) (4 - 5) (p) | 폴란드     |

#### 준결승전
| 폴란드 | 5 - 1  | 에스토니아        |
| --- | ------ | ----------------- |
| 프셰미스와프 프란코프스키 22′ · 피오트르 지엘린스키 50′ · 야쿠브 피오트로프스키 70′ · 캐롤 메츠 10′ (o.g) · 세바스티안 시만스키 74′ | 리포트 | 78′ 마르틴 베트칼 |

| 웨일스                                                                       | 4 - 1 | 핀란드        |
| ---------------------------------------------------------------------------- | ----- | ------------- |
| 데이비드 브룩스 3′ · 니코 윌리엄스 38′ · 브레넌 존슨 47′ · 대니얼 제임스 86′ |       | 45′ 테무 푸키 |

#### 결승전
| 웨일스                                                                | 0 - 0 (연장전) | 폴란드 |
| --------------------------------------------------------------------- | -------------- | --- |
|                                                                       |                | |
| 승부차기                                                              |                | |
| - 벤 데이비스 - 키퍼 무어 - 해리 윌슨 - 니코 윌리엄스 - 대니얼 제임스 | 4-5            | - 로베르트 레반도프스키 - 세바스티안 시만스키 - 프셰미스와프 프란코프스키 - 니콜라 잘레프스키 - 크시슈토프 피옹텍 |

 폴란드가 본선에 진출하였다.

### 패스 B
플레이오프 패스 B의 승자는 본선에서 E조에 편성되었다.
|  | 준결승전                            | 준결승전   |                                     |   | 결승전 | 결승전 |
|  |                                     |            |                                     |   |        |        |
|  | 2024년 3월 21일 - 제니차            |            |                                     |   |        |        |
|  |                                     |            |                                     |   |        |        |
|  | 보스니아 헤르체고비나               | 1          |                                     |   |        |        |
|  | 보스니아 헤르체고비나               | 1          | 2024년 3월 26일 - 브로츠와프 폴란드 |   |        |        |
|  | 우크라이나                          | 2          |                                     |   |        |        |
|  | 우크라이나                          | 2          | 우크라이나                          | 2 |        |        |
|  | 2024년 3월 21일 - 부다페스트 헝가리 |            | 우크라이나                          | 2 |        |        |
|  |                                     | 아이슬란드 | 1                                   |   |        |        |
|  | 이스라엘                            | 아이슬란드 | 1                                   | 1 |        |        |
|  | 이스라엘                            |            |                                     | 1 |        |        |
|  | 아이슬란드                          | 4          |                                     |   |        |        |
|  | 아이슬란드                          | 4          |                                     |   |        |        |

| 팀 1                  | 결과  | 팀 2       |
| --------------------- | ----- | ---------- |
| 준결승전              |       |            |
| 보스니아 헤르체고비나 | 1 - 2 | 우크라이나 |
| 이스라엘              | 1 - 4 | 아이슬란드 |
| 결승전                |       |            |
| 우크라이나            | 2 - 1 | 아이슬란드 |

#### 준결승전
| 보스니아 헤르체고비나            | 1 - 2 | 우크라이나                            |
| -------------------------------- | ----- | ------------------------------------- |
| - 믜콜라 마트비옌코 56′ (자책골) |       | - 로만 야렘축 85′ - 아르템 도우빅 88′ |

| 이스라엘                   | 1 - 4 | 아이슬란드                                                               |
| -------------------------- | ----- | ------------------------------------------------------------------------ |
| - 에란 자하비 31′ (페널티) |       | - 알베르트 그뷔드뮌손 39′, 83′, 87′ - 아르드노르 잉그비 트뢰이스타손 42′ |

#### 결승전
| 우크라이나                                  | 2 - 1 | 아이슬란드              |
| ------------------------------------------- | ----- | ----------------------- |
| - 빅토르 치한코우 54′ - 미하일로 무드릭 84′ |       | 알베르트 그뷔드뮌손 30′ |

 우크라이나가 본선에 진출하였다.

### 패스 C
플레이오프 패스 C의 승자는 본선에서 F조에 편성되었다.
|  | 준결승전                   | 준결승전 |                            |       | 결승전 | 결승전 |
|  |                            |          |                            |       |        |        |
|  | 2024년 3월 21일 - 트빌리시 |          |                            |       |        |        |
|  |                            |          |                            |       |        |        |
|  | 조지아                     | 2        |                            |       |        |        |
|  | 조지아                     | 2        | 2024년 3월 26일 - 트빌리시 |       |        |        |
|  | 룩셈부르크                 | 0        |                            |       |        |        |
|  | 룩셈부르크                 | 0        | 조지아 (PSO)               | 0 (4) |        |        |
|  | 2024년 3월 21일 - 아테네   |          | 조지아 (PSO)               | 0 (4) |        |        |
|  |                            | 그리스   | 0 (2)                      |       |        |        |
|  | 그리스                     | 그리스   | 0 (2)                      | 5     |        |        |
|  | 그리스                     |          |                            | 5     |        |        |
|  | 카자흐스탄                 | 0        |                            |       |        |        |
|  | 카자흐스탄                 | 0        |                            |       |        |        |

| 팀 1     | 결과                       | 팀 2       |
| -------- | -------------------------- | ---------- |
| 준결승전 |                            |            |
| 조지아   | 2 - 0                      | 룩셈부르크 |
| 그리스   | 5 - 0                      | 카자흐스탄 |
| 결승전   |                            |            |
| 조지아   | 0 - 0 (연장전) (4 - 2) (p) | 그리스     |

#### 준결승전
| 조지아                   | 2 - 0 | 룩셈부르크 |
| ------------------------ | ----- | ---------- |
| 부두 지브지바제 40′, 63′ |       |            |

| 그리스 | 5 - 0 | 카자흐스탄 |
| --- | ----- | ---------- |
| - 아나스타시오스 바카세타스 9′ (페널티) - 디미트리오스 펠카 15′ - 포티스 요안니디스 37′ - 디미트리오스 쿠르벨리 40′ - 예르킨 타팔로프 85′ (자책골) |       |            |

#### 결승전
| 조지아                                                                                            | 0 - 0 (연장) | 그리스                                                                                          |
| ------------------------------------------------------------------------------------------------- | ------------ | ----------------------------------------------------------------------------------------------- |
|                                                                                                   |              |                                                                                                 |
| 승부차기                                                                                          |              |                                                                                                 |
| 조르기 코초라쉬빌리 · 주리코 다비타슈빌리 · 조르지 미카우타제 · 라샤 드발리 · 니카 크베크프스키리 | 4 - 2        | 아나스타시오스 바카세타스 · 게오르기오스 마수라스 · 안드레아스 부찰라키스 · 요르고스 야쿠마키스 |

 조지아가 본선에 진출하였다.

### 참고주
1. ↑  “UEFA EURO 2024 play-off draw”. 《UEFA.com》. Union of European Football Associations. 2023년 11월 18일에 확인함.
2. ↑  “UEFA EURO 2024 play-off draw: All you need to know”. 《UEFA.com》. Union of European Football Associations. 2023년 10월 1일. 2023년 11월 18일에 확인함.
3. ↑  “European Qualifiers 2022-24 – Play-off draw procedure” (PDF). 《UEFA.com》. Union of European Football Associations. 2023년 6월 28일. 2023년 11월 18일에 확인함.
4. ↑  “EURO 2024 play-offs: How they work”. 《UEFA.com》. Union of European Football Associations. 2022년 9월 27일. 2022년 9월 28일에 확인함.
5. ↑  “European Qualifiers: How the play-offs are shaping up”. 《UEFA.com》. Union of European Football Associations. 2023년 11월 16일. 2023년 11월 18일에 확인함.